# Revolta das Terras Médias
A Revolta das Terras Médias foi uma revolta popular contra os cercamentos que teve início no final de abril de 1607 em Midlands, Inglaterra. Inicialmente abrangia por Haselbech, Pytchley e Rushton em Northamptonshire. Em maio chegou a Warwickshire e Leicestershire.
Cerca de 3.000 pessoas participaram da revolta em Hillmorton e Warwickshire e 5.000 em Cotesbach e Leicestershire.
O ponto culminante da Revolta das Terras Médias foi em Newton (Northamptonshire), onde, no início de junho, mais de mil manifestantes, incluindo mulheres e crianças, se reuniram em Newton, perto de Kettering para protestar contra os cercamentos de Thomas Tresham, derrubando cercas vivas. O Rei James I ordenou a repressão dos tumultos, mas a guarnição real local se recusou a efetuar a repressão. Desse modo os nobres utilizaram suas próprias tropas para combater os rebeldes, o que ocorreu em 08 de junho de 1607, o que resultou em um saldo de cerca de 45 mortos e no enforcamento e esquartejamento dos líderes rebeldes que sobreviveram à batalha.